# Fábio Alves Félix
Fábio Alves Félix (født 10. januar 1980) er en brasiliansk fodboldspiller.